# Semicassis microstoma
Semicassis microstoma is een slakkensoort uit de familie van de Cassidae. De wetenschappelijke naam van de soort is voor het eerst geldig gepubliceerd in 1903 door Martens.